# Cod ATC A05
Codul ATC A05 Terapia biliară și hepatică este o parte a sistemului de clasificare anatomică, terapeutică și chimică a medicamentelor, un sistem dezvoltat de către Organizația Mondială a Sănătății (OMS) pentru clasificarea medicamentelor și a altor produse medicinale. Subgrupul A05 este o parte a grupului A Tract digestiv și metabolism.
Codurile pentru preparatele de uz veterinar sunt create prin alipirea literei Q în fața codului ATC corespunzător produsului pentru uz uman; de exemplu, QA05. Codurile ATCvet care nu au un cod ATC corespunzător produsului de uz uman sunt citate începând cu Q în lista următoare.

## A 05 A Terapia biliară

### A 05 AA Preparate cu acizi biliari
A 05 AA 01 Acid chenodezoxicolic
A 05 AA 02 Acid ursodezoxicolic
A 05 AA 02 Acid colic
A 05 AA 02 Acid obeticolic

### A 05 AB Preparate pentru terapia tractului biliar
A 05 AB 01 Nicotinil metilamidă

### A 05 AX Alte preparate pentru terapia biliară
A 05 AX 01 Piprozolină
A 05 AX 02 Himecromonă
A 05 AX 03 Ciclobutirol
QA 05 A X90 Menbutonă

## A 05 B Terapia hepatică, lipotrope

### A 05 BA Terapia hepatică
A 05 BA 01 Glutamat de arginină
A 05 BA 03 Silibinină (vezi și silimarină)
A 05 BA 04 Citiolonă
A 05 BA 05 Epomediol
A 05 BA 06 Oxoglurat de ornitină
A 05 BA 07 Tiazolidin-dicarboxilat de arginină
A 05 BA 08 Glicirizină
QA 05 BA 90 Metionină